# Paulista FC
Paulista Futebol Clube este o echipă de fotbal din Jundiaí, São Paulo, Brazilia, fondat pe 17 mai 1909. 

## Palmares
- Copa do Brasil: 1

2005
- Campeonato Brasileiro Série C: 1

2001
- Campeonato Paulista Série A2: 2

1968, 2001
- Copa Paulista: 3

1999, 2010, 2011
- Copa São Paulo de Juniores: 1

1997

## Lotul actual
| Nr. |          | Poziție | Jucător                             |
| --- | -------- | ------- | ----------------------------------- |
|     | Brazilia | P       | Vinícius                            |
|     | Brazilia | P       | Giulliano                           |
|     | Brazilia | P       | Richard Costa                       |
|     | Brazilia | F       | Rodrigo Sabiá (on loan from Grêmio) |
|     | Brazilia | F       | Diogo                               |
|     | Brazilia | F       | Marcelo Xavier                      |
|     | Brazilia | F       | Thiago Elias                        |
|     | Brazilia | F       | Da Silva                            |
|     | Brazilia | F       | Juninho                             |
|     | Brazilia | F       | Guigov                              |
|     | Brazilia | F       | Eli Oséias                          |
|     | Brazilia | F       | Anderson Barros                     |
|     | Brazilia | F       | Diego Branca                        |

| Nr. |          | Poziție | Jucător       |
| --- | -------- | ------- | ------------- |
|     | Brazilia | M       | Bruno Octávio |
|     | Brazilia | M       | Fábio Gomes   |
|     | Brazilia | M       | Fabrizzyo     |
|     | Brazilia | M       | Danilo Baia   |
|     | Brazilia | M       | Wellington    |
|     | Brazilia | M       | Bodini        |
|     | Brazilia | M       | Heberty       |
|     | Brazilia | M       | Dener         |
|     | Brazilia | A       | Carlão        |
|     | Brazilia | A       | Mike          |
|     | Brazilia | A       | Jorge Lopes   |
|     | Brazilia | A       | Maurício      |